# Dennis Gabor
Dennis Gabor (maďarsky Gábor Dénes, 5. června 1900, Budapešť – 8. února 1979, Londýn) byl maďarsko-britský fyzik. V roce 1948 objevil princip holografie. V roce 1971 získal Nobelovu cenu za fyziku.

## Životopis

Princip holografie:
• HG — dle Gabora
• HL-U — dle Leitha-Upatnieksa
• HD — dle Denisiuka

- Narodil se 5. června 1900 v Budapešti (Maďarsko) židovské rodině jako nejstarší syn otce Bertalana Gábora, ředitele důlní společnosti a matky Adrienne.
- narozen mladší bratr Jiří.
- V 15 letech se u něj probudil zájem o fyziku, s mladším bratrem budovali domácí laboratoř, kde reprodukovali moderní objevy v oblasti Rentgenova záření a radioaktivity.
- Studoval na Technické univerzitě v Budapešti elektroinženýrství (neboť fyzika dosud nebyla tolik uznávaným oborem), později dokončil studia v Berlíně.
- 1924 získal diplom na Technische Hochschule Berlin.
- I když stále studoval na Technice, víc ho přitahovala Německá Univerzita, kde tou dobou přednášeli fyzici jako Albert Einstein, Max Planck, Walther Hermann Nernst a Max von Laue.
- Profesí zůstal elektroinženýrem, avšak v práci se zaměřoval se na aplikovanou fyziku.
- Doktorská práce na téma rychlého osciloskopu, v průběhu které vyrobil první železem stíněnou magnetickou elektronovou čočku.
- 1927 získal titul Dr-Ing.
- 1927 nastoupil k firmě Siemens & Halske AG, jedním z jeho prvních úspěšných vynálezů byla vysokotlaká křemenná rtuťová výbojka
- 1933, po nástupu Hitlera k moci, pro svůj židovský původ opustil Německo a po krátkém pobytu v Maďarsku o rok později uprchl do Anglie, podařilo se mu získat zaměstnání u British Thomson-Houston Co. v Rugby.
- BTH Research Laboratory
- 1936 oženil se s Marjorií Louisou (její otec: Joseph Kennard Butler, její matka: Louise Butler of Rugby). Manželství zůstalo bezdětné.
- 1946 První články v oblasti Teorie komunikace.
- Vývoj stereoskopického kinematografu.
- 1948 Základní experimenty v oblasti holografie (v té době nazývané wavefront reconstruction), které byly vedlejším důsledkem práce na zdokonalení elektronového mikroskopu.
- 1950–1953 spolupráce s AEI Research Laboratory v Aldermastonu.
- 1. ledna 1949 nastoupil na Imperial College of Science & Technology v Londýně, kde je později jmenován profesorem aplikované elektronové fyziky a kde zůstal až do důchodu. Během této doby se spolu se svými doktorandy podílel na řešení problémů v řadě oblastí:
  - Experimentální práce:
    - Langmuirův paradox
    - holografický mikroskop

  - Teoretické práce v oblasti:
    - teorie komunikace
    - teorie plazmatu
    - teorie magnetronu
    - schema jaderné fúze
- 1967 odchází do důchodu
- Zůstává v kontaktu s Imperial College jakožto Senior Research Fellow
- Stává se členem Staff Scientist of CBS Laboratories, Stamford, Conn, kde spolupracoval s jejím presidentem a svým dlouholetým přítelem Dr. Petrem Goldmarkem na nových schématech komunikace a zobrazování
- Od roku 1958 až do konce života tráví hodně času zájmem o budoucnost industriální společnosti, je zneklidněn nerovnováhou mezi technologickým růstem a sociální oblastí. Svoje názory na toto téma vyjádřil ve třech knihách:
  - 1963: Inventing the Future
  - 1970: Innovations
  - 1972: The Mature Society,
- Zemřel 8. února 1979 v Londýně (Anglie)

## Vyznamenání
- 1956: Fellow of the Royal Society
- 1964: čestný člen Maďarské akademie věd
- 1967: medaile Thomase Younga od fyzikální společnosti Londýn
- 1967: cena Cristofora Colomba od Int. Inst. Communications, Genoa
- 1968: medaile Alberta Michelsona od Franklinova institutu ve Filadelfii
- 1968: Rumfordova medaile od Královské společnosti
- 1970: čestný D.Sc. na University of Southampton
- 1970: čestná medaile od Ústavu elektrického a elektronického inženýrství
- 1970: titul Commander of the Order of the British Empire
- 1971: čestný D.Sc. na Technologické univerzitě v Delftu
- 1971: Holweckova cena od Francouzské fyzikální společnosti
- 1971: Nobelova cena za fyziku

## Publikace
- GABOR, Dennis. Theory of communication. J. IEEE. Listopad 1946, roč. 93(III), s. 429–457.